# Камисима (остров)
Камисима или Амакуса-Камисима (яп. 上島 Камисима, «верхний остров») — остров на юге Японии, в архипелаге Амакуса, расположенный в префектуре Кумамото. Его площадь составляет 225 км². Население — 26317 человек (2015).
Высочайшая точка острова и всего архипелага — гора Кура-Таке (682 м).
Остров лежит на юго-западе префектуры. Административно его территория относится к городам Амакуса (западная половина) и Камиамакуса (восточная половина). До 2004 года остров был разделён между 6 посёлками (Мацусима, Ариаке, Химедо, Рюгатаке, Куратаке и Сумото) и городом Хондо.
Северная часть острова более пологая, южная и восточная — гористые. В центральной части острова вулканические вершины высотой более 500 м. Вдоль восточного берега тянется хребет Нендзю (яп. 念珠山脈), который называют «приморскими Альпами» (観海アルプス).
С севера его омывает море Амакуса-Нада, с востока — залив Яцусиро.
На юго-западе пролив Хондоносето отделяет его от острова Симосима, на севере пролив Янаги-но-сето отделяет его от острова Ояно.
Через Хондоносето перекинут мост Амакуса-сэто-охаси (яп. 天草瀬戸大橋) с островом Симосима, на северо-востоке Камисима связан с Кюсю через остров Ояно серией мостов (т. н. «5 мостов Амакусы»).
По острову пролегают дороги национального значения № 266 и № 324. Они соединяются в Мацусиме, около северной оконечности острова; оттуда же отходят паромы, отправляющиеся в различные пункты залива Яцусиро.
Люди селились на Камисиме уже в древности, в холмах в северной части острова найдены каменные орудия и керамика эпох Дзёмон и Яёй. На северной оконечности острова сохранились несколько древних курганов, таких как Сосёку-кофун. В средневековье северной частью острова правил род Коцуура (яп. 上津浦氏), южной — род Сумото (яп. 栖本氏), который возвёл несколько знаменитых храмов.
Камисиму и соседнюю Ивадзиму соединяет высоковольтная линия (500 кВ).
На острове, особенно в его северной части, выращивают микан, на юго-востоке разводят красного пагра и японскую лакедру, производится ярусный лов тунца. На северном побережье распространён лов осьминогов.
В южное побережье острова вдаётся залив Юбунебара, бухты Наругоура и Танасоко. Северное побережье сильно изрезано.